# 최무송
최무송(1978)은 대한민국의 아나운서이다. 한국 외국어 대학교 신문방송학과를 학사 학위했다. 2006년 6월에 CJ미디어 계열의 스포츠 전문 채널 엑스포츠에 공채 1기로 김수환, 정찬우 아나운서와 함께 입사했다. 엑스포츠 입사 이후 스포츠 캐스터로서 메이저 리그 베이스볼, WWE, AFC 챔피언스리그 등을 중계 방송했다. 2009년엔 2009년 세계 육상 선수권 대회, K 리그를 중계했다.